# 嬉野市のりあいタクシー

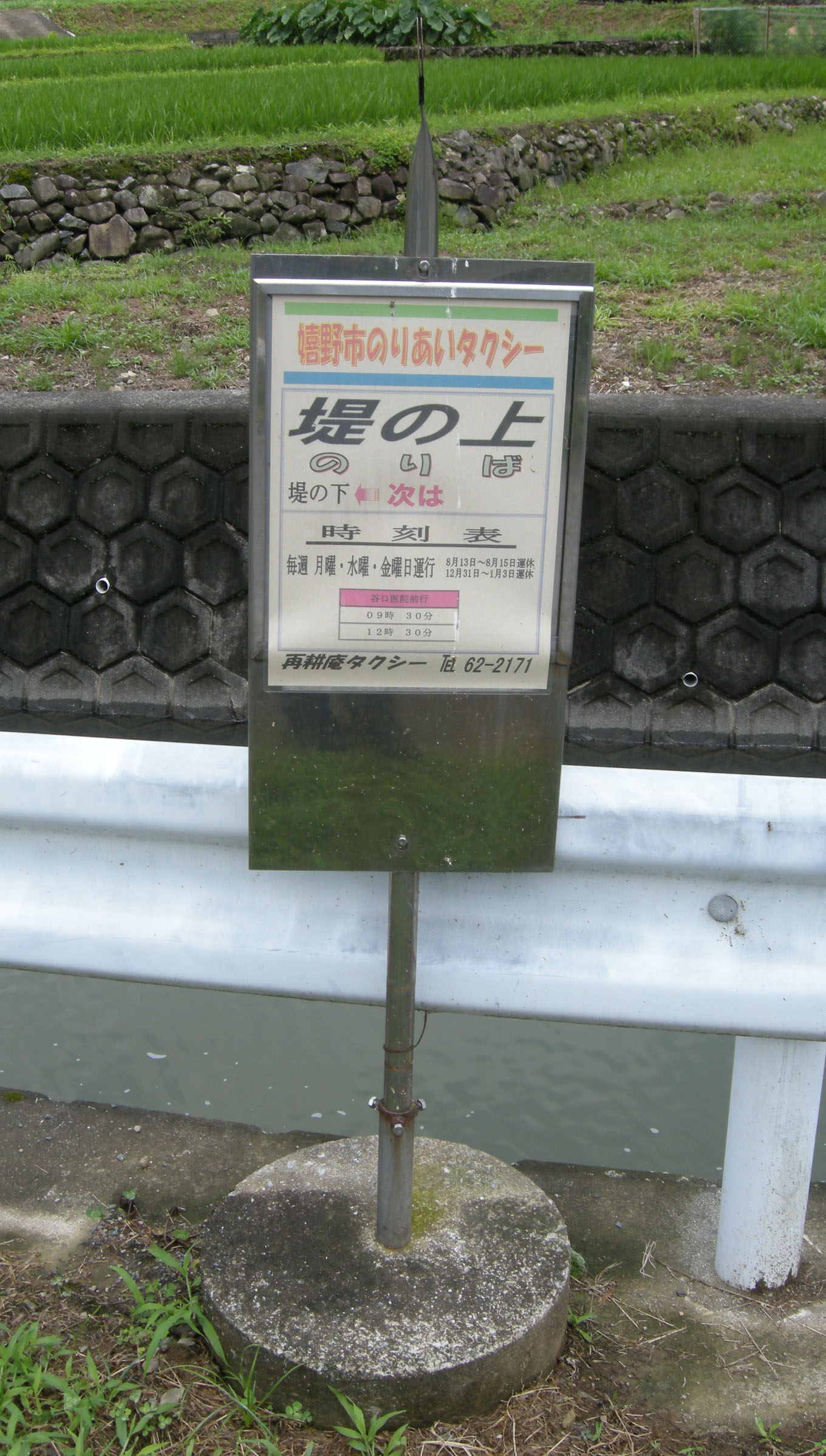
のりあいタクシーの停留所
（塩田地域）

嬉野市のりあいタクシー（うれしのしのりあいタクシー）は、佐賀県嬉野市にて運行されている乗合タクシーである。

## 概要
3路線があり、塩田地域の1路線と嬉野地域の2路線に分かれている。運行は、塩田地域の1路線が再耕庵タクシー、嬉野地域の2路線は中央タクシーが行っている。運行形態は定時定路線。運賃は、塩田地域の1路線は300円均一（小学生以下150円）で、嬉野地域の2路線は100円単位の区間制（小学生以下半額）。

## 沿革
- 2008年10月3日 - 塩田分岐 - 堤の上7.5km間実証運行開始（9月末で廃止された祐徳バスの廃止路線代替バス上久間線の代替）。[1]
  - 当時は火曜・金曜のみの運行（祝祭日は運行）で、1日6便だった。
- 2009年4月1日 - 実証運行期間終了により運行見直し。[2]
  - 塩田分岐 - 谷口医院前間延長（計7.8km）、樋口医院前停留所新設。運行曜日を月曜・水曜・金曜（祝祭日は運行）に変更。1日4便に減回。
- 2009年9月1日 - 時刻変更、区間運行含む1日6便に。祝祭日を運休に変更。[3]
- 2009年10月1日 - 祐徳バス春日線、大野原線の廃止（9月30日）に伴う代替として、嬉野医療センター - 大野間及び体育館前 - 大野原間実証運行開始。[4]

## 路線
以下の3路線がある。塩田地域の1路線と嬉野地域の2路線とに分かれている。
塩田地域
- 谷口医院前 - 塩田分岐 - 石垣 - 五町田農協前 - 嬉野市役所本庁前 - ぷらっと前 - 樋口医院前 - 牛坂 - 堤の上      
  - 月曜・水曜・金曜のみの運行（祝祭日及び8/13～15、12/31～1/3は運休）。

嬉野地域
- 嬉野医療センター - 体育館前 - 築城 - 吉田公民館前 - 横竹ダム - 春日 - 大野
  - 月曜～金曜のみの運行（祝祭日及び8/13～15、12/31～1/3は運休）。但し火曜・木曜は朝の1便のみになる。
- 体育館前 - 嬉野医療センター - 温泉センター - 加杭 - 大野原
  - 火曜・木曜のみの運行（祝祭日及び8/13～15、12/31～1/3は運休）。

## 車両
- 塩田地域、嬉野地域とも10人乗りジャンボタクシー車を使用しているが、大野原線の朝1便のみ5人乗り乗用タクシー車を使用している。

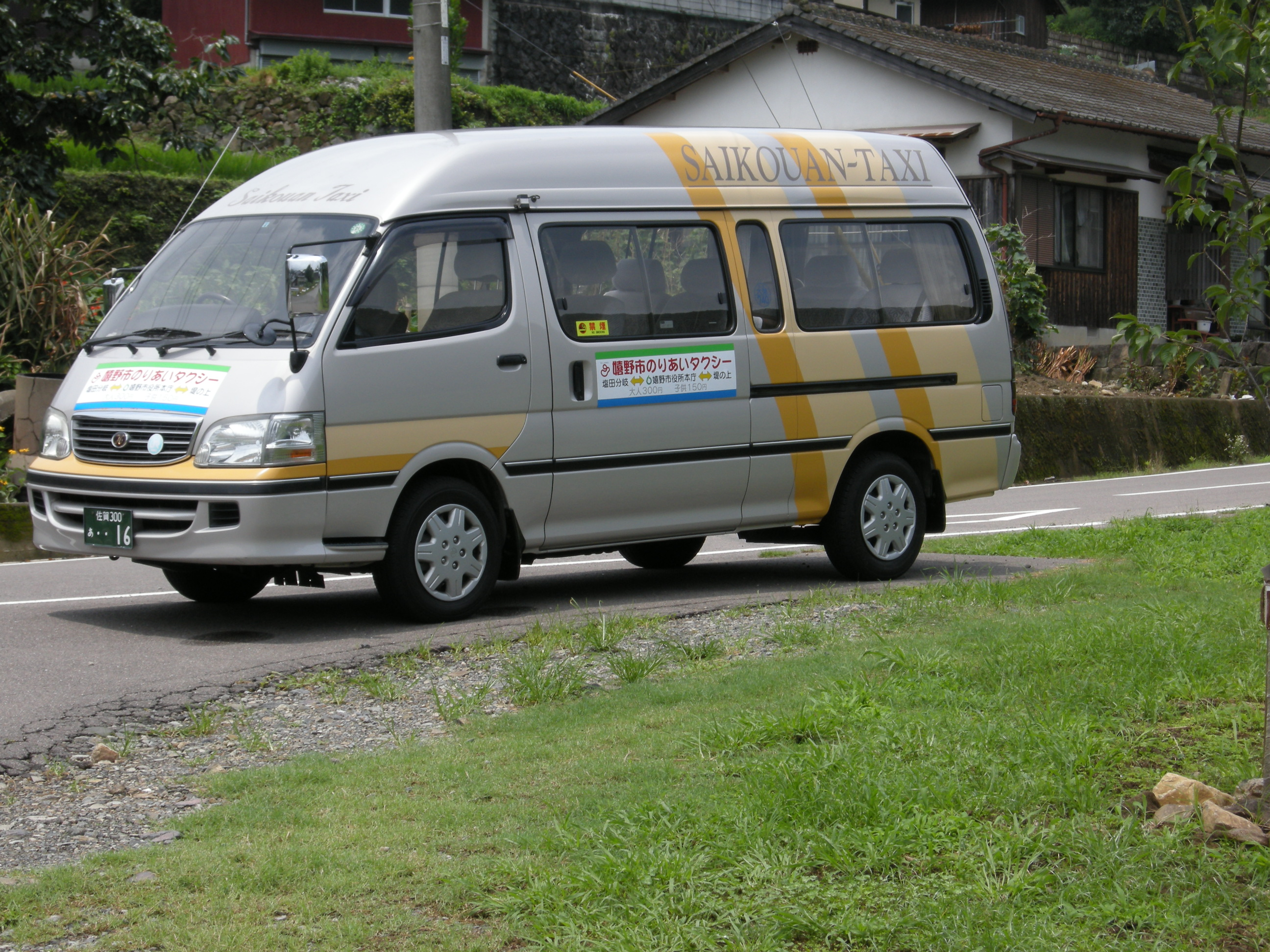
塩田地域の車両（再耕庵タクシー）